# Flughafen Madrid-Torrejón

i7
i11
i13
Die Base Aérea de Torrejón de Ardoz (IATA-Code: TOJ, ICAO-Code: LETO) ist ein Militärflugplatz der spanischen Luftwaffe in der spanischen Stadt Torrejón de Ardoz, rund 22 Kilometer nordöstlich der Hauptstadt Madrid. Er wurde von den 1990er-Jahren bis zum 31. Januar 2013 als Flughafen Madrid-Torrejón (spanisch Aeropuerto de Madrid-Torrejón) auch zivil genutzt und von der Aena betrieben.
Während des Kalten Kriegs diente er als Basis der US Air Force. Die heute noch sichtbare Infrastruktur (typisches Layout einer US-Bomber-Basis mit großem betonierten Vorfeld, zahlreichen Hangars, kasernenartiger Unterkunftsbereich mit PX Store, Hangar für Alarmrotte, Munitionsbunker) zeugt noch von der ursprünglich rein militärischen Nutzung, die bis 1996 dauerte.

## Geschichte
Laut dem Hispano-Amerikanischen Verteidigungs- und Kooperationsvertrag von 1953 war der Militärflugplatz 1957 und 1992 neben Morón und Saragossa einer von drei Stützpunkten für mehrere Verbände der US Air Force. Zunächst stationierte diese strategische Bomber des SAC und nach 1966 Abfangjäger der USAFE, unter anderem lag hier jahrelang das 401. Tactical Fighter Wing. Hier befand sich zusätzlich das Hauptquartier der 16. Air Force, der alle USAF-Einheiten in Spanien unterstehen.
Daneben war hier ab Mai 1959 die mit F-86F ausgerüstete 61. spanische Jagdstaffel (Escuadrón de Caza número 61) stationiert, 1964 kamen weitere Einheiten hinzu. Bei den spanischen Luftstreitkräften kam es im April 1965 zu einer Umorganisation, wobei anstelle der 61. Jagdstaffel die 161. Staffel als Teil des 16. Geschwaders (Ala 16) trat, die die F-104G Starfighter flog. Die F-86 wurden jedoch noch bei zwei anderen Staffeln bis 1967 bzw. 1971 weiter genutzt. Mit der Einführung der F-4C Phantom II im Frühjahr 1971 wurde das 16. Geschwader in Ala 12 umbenannt. Das Ala 12 betrieb ab Oktober 1978 auch die Aufklärungsvariante RF-4C der Phantom und 1989/1990 erfolgte die Umrüstung von der F-4C auf die F/A-18. Die RF-4C-Staffel (Escuadrón 123) wurde 2002 außer Dienst gestellt.
Im Jahr 1994 verlegte zusätzlich eine Einheit zur elektronischen Kampfführung nach Torrejon, seinerzeit als Escuadrón 408, ausgerüstet mit CASA C-212 und Dassault Falcon 20 und ab 1997 zusätzlich Boeing 707, letztere dienten auch als Tanker und zum Lufttransport. Die Einheit wurde 2004 in die Grupo 47 mit zwei fliegenden Staffeln den Escuadróns 471 und 472 umgruppiert. Nachdem die Falcons 2015 und die Boeing 707 ein Jahr später außer Dienst gestellt worden waren wurde die Einrichtung 2022 in das CINTAER umgruppiert.

## Militärische Nutzung
Die Basis beherbergt zurzeit (2022) die folgenden fliegenden Verbände der spanischen Luftstreitkräfte:
- Ala 12 (12. Geschwader) mit zwei Staffeln taktischer Mehrzweckkampfflugzeuge EF-18A+/B+ Hornet, den Escuadróns 121 und 122, mit einem Sollbstand von 36 Flugzeugen
- Grupo 43 mit zwei Staffeln Löschflugzeuge Canadair CL-215T/Canadair CL-415, den Escuadróns 431 und 432
- Grupo 45 mit zwei Staffeln Transport- und V.I.P.-Maschinen, den Escuadróns 451 mit Airbus A310 und Dassault Falcon 900 und 452 mit Airbus A330 MRTT (bis 2023 lediglich als A330)
- CINTAER, einem Aufklärungszentrum ausgerüstet mit einigen (Airbus Military C-212)
- CLAEX, ein Versuchszentrum mit einer Staffel C-101EB, der Escuadrón 541
- Mando del Espacio (MESPA), Weltraumkommando, seit 2023[8]

Neben den Luftstreitkräften nutzt auch die Guardia Civil den militärischen Bereich des Flughafens, sie hat hier CASA CN-235M (T.19B) Patrouillenflugzeuge stationiert.
Die NATO betreibt in Torrejon seit dem 7. Februar 2013 eines von zwei Combined Air Operations Centre (CAOC). Der Einsatzraum des hiesigen Zentrums erstreckt sich von den Azoren bis nach Ungarn und in die Türkei. Das Gegenstück für Nordeuropa befindet sich in Uedem.

## Zivile Nutzung
Der Flughafen Madrid-Torrejón war für die Allgemeine Luftfahrt geöffnet, aber aufgrund des modernen Ausbaus und der enormen Kapazitätsreserven des zehn Kilometer westlich liegenden Flughafens Madrid-Barajas war seine Bedeutung gering. Es waren Flüge unter Instrumentenflug-Bedingungen nur für Flugzeuge mit einem Gesamtgewicht zwischen 2.000 und 50.000 Kilogramm Gesamtgewicht möglich. Für Sichtflugbedingungen galt ebenfalls die Obergrenze von 50 Tonnen Abflugmasse. Seit dem 1. Februar 2013 ist der Flughafen wieder für den zivilen Flugbetrieb geschlossen.
| Jahr  | Fluggastaufkommen | Luftfracht (Tonnen) | Flugbewegungen |
| ----- | ----------------- | ------------------- | -------------- |
| 2013* | 1.970             | 0,017               | 779            |
| 2012  | 28.092            | 0,119               | 11.221         |
| 2011  | 27.801            | 0,000               | 11.489         |
| 2010  | 30.096            | 0,052               | 12.408         |
| 2009  | 28.423            | 0,154               | 11.891         |
| 2008  | 36.561            | 0,010               | 15.300         |
| 2007  | 38.304            | 1.010               | 17.062         |
| 2006  | 30.587            | 0,000               | 15.246         |
| 2005  | 28.197            | 14,333              | 13.063         |
| 2004  | 25.979            | 0,018               | 11.350         |
| 2003  | 21.253            | 1,135               | 9.210          |
| 2002  | 23.927            | 5,868               | 9.076          |
| 2001  | 23.022            | 29,495              | 9.172          |
| 2000  | 24.271            | 34,015              | 9.558          |

* Ab dem 1. Februar 2013 kein ziviler Flugbetrieb mehr

## Zwischenfälle
Am 12. Mai 1965 stürzte der erste Prototyp des Geschäftsreiseflugzeugs HFB 320 (Luftfahrzeugkennzeichen D-CHFB) unweit des Flughafens bei Überziehversuchen ab (sog. „Anti-Stall-Versuche“; siehe auch Strömungsabriss). Bei diesem Flugversuch kam die HFB 320 in ein Flachtrudeln und damit die Höhenflosse des T-Leitwerks in einen von der Strömung abgeschirmten Bereich. Damit war das Höhenruder wirkungslos und das Flachtrudeln konnte nicht mehr beendet werden. Als letzte Maßnahme lösten die Piloten den Bremsschirm aus, was jedoch ohne ausreichende Wirkung blieb. Der Testpilot Loren Davis kam dabei ums Leben. Der andere Testpilot Hans Bardill sowie ein weiteres Besatzungsmitglied konnten sich mit dem Fallschirm retten (siehe auch Flugunfall einer HFB 320 Hansa Jet bei Madrid).